# 平沙岛
平沙島，又称平沙、太平沙，是位于廣東省佛山市南海區西樵鎮境內西江中的一個沖積島嶼，四面環水，進出島嶼的唯一途徑是渡船，有東西兩個渡口，分別到達南海區和高明區。全島面積约7.8平方公里，是珠江三角洲地區最大的江心島。常住人口5600人，島內分佈四個自然村。島上沒有工業，居民以種植、養殖業為生。